# Bodiluddelingen 2006
Bodiluddelingen 2006 blev afholdt den 5. marts 2006 i Imperial i København og markerede den 59. gang at Bodilprisen blev uddelt.
Et rekord år, da hele elleve forskellige film var nomineret mellem de fem danske kategorier, men det blev Drabet, Per Flys afrunding på sin klasse-trilogi, der var uddelingens største vinder, da den modtog tre priser i alt; bedste danske film, bedste mandlige hovedrolle til Jesper Christensen, og bedste kvindelige birolle til Charlotte Fich. Nicolas Bro var nomineret hele to gange i kategorien bedste mandlige birolle, og han modtog prisen for sin præstation i Voksne mennesker. Trine Dyrholm og Jesper Christensen modtog begge deres tredje Bodil-pris og de er dermed begge blandt de mest vindende skuespillere i Bodilens historie.
Ved denne uddeling introducerede Bodilkomitéen en ny pris, som erstattede de tidligere fotograf-priser, såsom "Nordisk Film Lab og Kodaks Fotografpris". Prisen havde været længe undervejs, da mange fotografer tidligere "blot" havde fået tildelt en Æres-Bodil for deres indsats, men nu var tiden kommet til en særskilt pris, og Bodilprisen for bedste fotograf blev for første gang tildelt Manuel Alberto Claro for hans arbejde på film Voksne mennesker og Allegro.

## Vindere
| Bedste mandlige hovedrolle | Bedste kvindelige hovedrolle |
| --- | --- |
| - Jesper Christensen for Drabet - Bjarne Henriksen for Kinamand - Mikael Persbrandt for Bang Bang Orangutang - Thure Lindhardt for Nordkraft - Troels Lyby for Anklaget | - Trine Dyrholm for Fluerne på væggen - Birthe Neumann for Solkongen - Signe Egholm Olsen for Nordkraft - Sofie Gråbøl for Anklaget                                                      |
| Bedste mandlige birolle | Bedste kvindelige birolle |
| - Nicolas Bro for Voksne mennesker - Ali Kazim for Adams æbler - Lin Kun Wu for Kinamand - Nicolas Bro for Adams æbler | - Charlotte Fich for Drabet - Anne Sophie Espersen for Mørke - Pernille Valentin Brandt for Nordkraft - Tuva Novotny for Bang Bang Orangutang                                            |
| Bedste danske film | Bedste amerikanske film |
| - Drabet af Per Fly - Adams æbler af Anders Thomas Jensen - Manderlay af Lars von Trier - Mørke af Jannik Johansen - Nordkraft af Ole Christian Madsen | - A History of Violence af David Cronenberg - Brokeback Mountain af Ang Lee - Broken Flowers af Jim Jarmusch - Good Night, and Good Luck af George Clooney - Sideways af Alexander Payne |
| Bedste ikke-amerikanske film | Bedste dokumentarfilm |
| - Der Untergang af Oliver Hirschbiegel (Tyskland) - Forår, sommer, efterår, vinter... og forår af Kim Ki-duk (Sydkorea) - Sophie Scholl af Marc Rothemund (Tyskland) - Vera Drake af Mike Leigh (Storbritannien) - Walter og Trofast - Det Store Grøntsagskup af Nick Park og Steve Box (Storbritannien) | - ikke uddelt |

## Øvrige priser

### Æres-Bodil
- Kim Foss for hans arbejde med NatFilm Festivalen
- Andreas Steinmann for hans arbejde med NatFilm Festivalen

### Bedste fotograf
- Manuel Alberto Claro for Voksne mennesker og Allegro.